# Whillans-Eisstrom
Der Whillans-Eisstrom (früher Eisstrom B) ist ein Gletscher im westantarktischen Marie-Byrd-Land. Er ist ein Zustrom zum Ross-Schelfeis. Der in westlicher Richtung fließende Eisstrom weist eine Fließgeschwindigkeit an der Oberfläche von bis zu 800 Metern pro Jahr auf. Der Gletscher ist rund 500 Kilometer lang, bis zu 95 Kilometer breit und etwa 600 Meter dick.
Der Whillans-Eisstrom verläuft parallel zum stagnierenden Kamb- und zum schnell fließenden Bindschadler-Eisstrom und mündet ebenso wie diese an der Siple-Küste ins Rossmeer. Von Südosten her fließt ihm der Van-der-Veen-Eisstrom zu.
Während sich viele andere Eisströme entlang von subglazialen Grabenstrukturen entwickelt haben, sind die Eisströme an der Siple-Küste flachgegründet sowie durch sehr geringe Bett- und Oberflächenneigungen und eine stark fluktuierende Dynamik gekennzeichnet. Geophysikalische Untersuchungen zeigen, dass sich unter dem Whillans-Eisstrom eine vier bis fünf Kilometer lange und etwa zehn Meter tiefe Süßwasserblase befindet. Dieser als Lake Whillans bezeichnete subglaziale See liegt rund 800 Meter unter der Eisoberfläche.
In der Regel zweimal täglich löst der Whillans-Eisstrom seismische Wellen aus, die einem Erdbeben der Stärke 7 entsprechen. Dabei macht der Gletscher, nach zuvor stundenlangem Stillstand, ruckartige Bewegungen von bis zu 70 Zentimetern. Diese werden durch die Gezeiten des Rossmeers ausgelöst.
Das Advisory Committee on Antarctic Names benannte den Eisstrom im Jahr 2001 nach dem kanadischen Geologen Ian Morley Whillans (1944–2001), der von 1967 bis zu seinem Tod weitreichende Studien in der Antarktis unternahm und damit entscheidend zum Verständnis der Eisbewegungen auf dem antarktischen Kontinent beitrug.